# Кран, Андре
Андре Кран (нидерл. André Kraan; 22 августа 1927, Пюрмеренд — 23 ноября 2012, Амстердам) — нидерландский футболист и бейсболист, впоследствии спортивный функционер в амстердамском «Аяксе».

## Карьера
В возрасте тринадцати лет Андре Кран стал членом футбольного клуба «Аякс». До этого он играл в футбол в школе Меркатор на западе Амстердама. В молодёжной команде «Аякса» он выступал вместе с Ринусом Михелсом и Кором ван дер Хартом, но из-за военной службы в Голландской Ост-Индии ему не удалось попасть в основной состав «Аякса», а после службы он играл только за резерв. Помимо футбола, Андре играл также за бейсбольную команду «Аякса». В её составе он выступал на протяжении двенадцати лет, а в 1948 году становился чемпионом Нидерландов. 

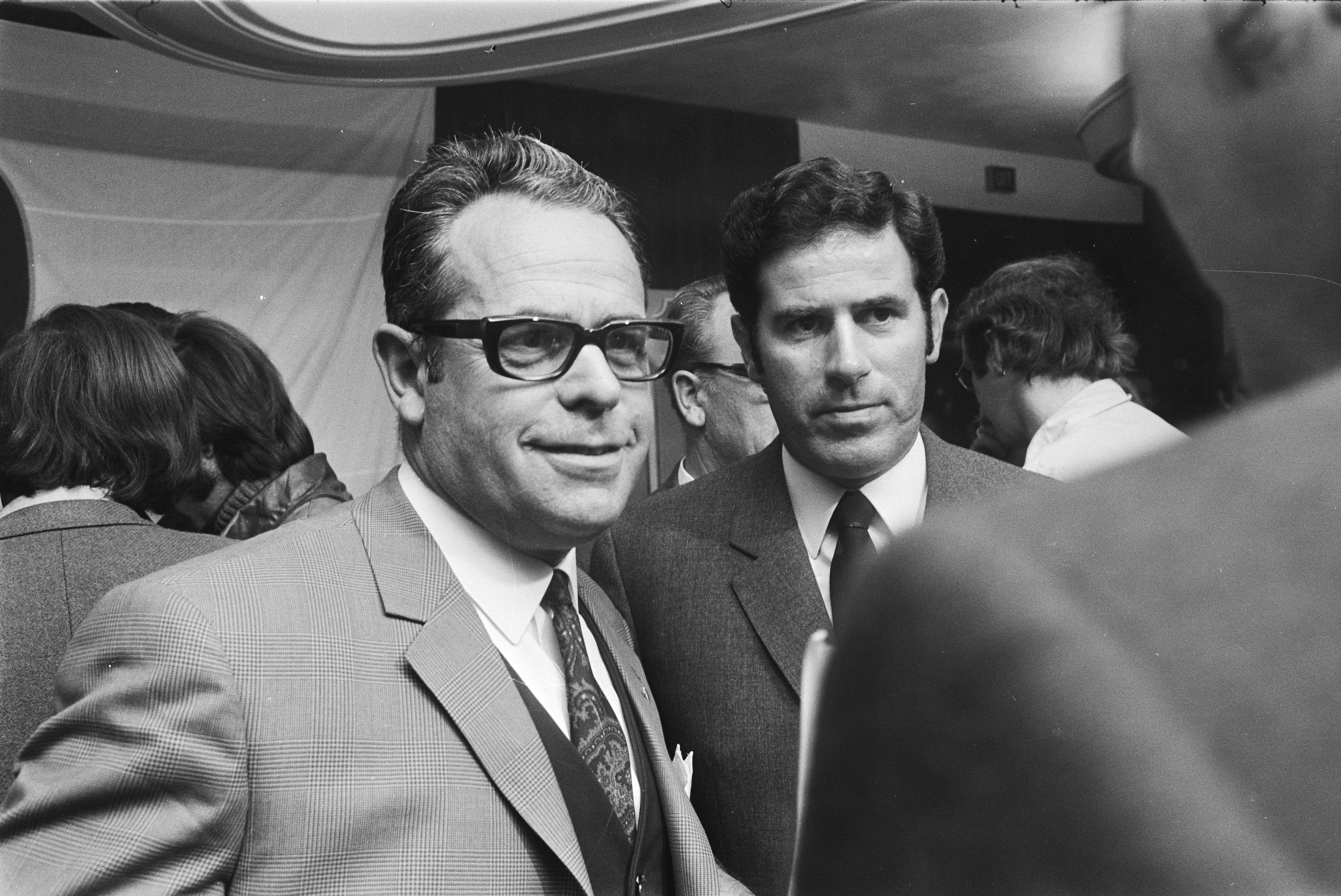
Президент ФК «Базель» Феликс Масфельд и Андре Кран, 6 октября 1970

После спортивной карьеры Андре остался в клубе, и в 1961 году занял должность комиссара профессионального футбола. Через год он стал работать комиссаром среди любителей. В феврале 1975 года за заслуги перед клубом Кран был удостоен звания почётного члена «Аякса». Через два года Андре покинул должность комиссара и стал наставником резервной команды «Аякс 2» и вступил в совет клуба.
В 1986 году 59-летний Кран стал комиссаром по общим вопросам у президента клуба Тона Хармсена, а после его отставки в сентябре 1988 года временно исполнял обязанности президента до января 1989 года.
С 1989 по 1997 год он занимался техническими вопросами при президенте Михаэле ван Праге.

«Некоторые любят почтовых голубей, а другие красивые автомобили и женщин. Я люблю „Аякс“; это моя страсть и моя жизнь». — Андре Кран
Оригинальный текст (нид.)De één houdt van postduiven, de ander van mooie auto’s of vrouwen. Ik houd van Ajax; het is mijn lust en mijn leven.

## Личная жизнь
Был женат на Пауле Хёйерман. Кран умер в ноябре 2012 года в возрасте 85 лет.

## Достижения и звания
- Чемпион Нидерландов по бейсболу: 1948[1]
- Почётный член футбольного клуба «Аякс»: 1975[6]
- Рыцарь ордена «Оранских-Нассау»: 1985